# Parapyrenis maclurae
Parapyrenis maclurae är en svampart som först beskrevs av Savul. & Sandu, och fick sitt nu gällande namn av Aptroot 1995. Parapyrenis maclurae ingår i släktet Parapyrenis och familjen Requienellaceae.   Inga underarter finns listade i Catalogue of Life.